# Блекберн (вулкан)
Блекберн (англ. Mount Blackburn) — згаслий щитовий вулкан в горах Врангеля, штат Аляска, США. Це п'ятий за висотою пік в Сполучених штатах і дванадцятий в Північній Америці, другий за висотою вулкан в США і п'ятий в Північній Америці. Свою назву отримав в ході експедиції 1885 р. на честь Джозефа Блекберна, сенатора США від штату Кентуккі.

## Географія

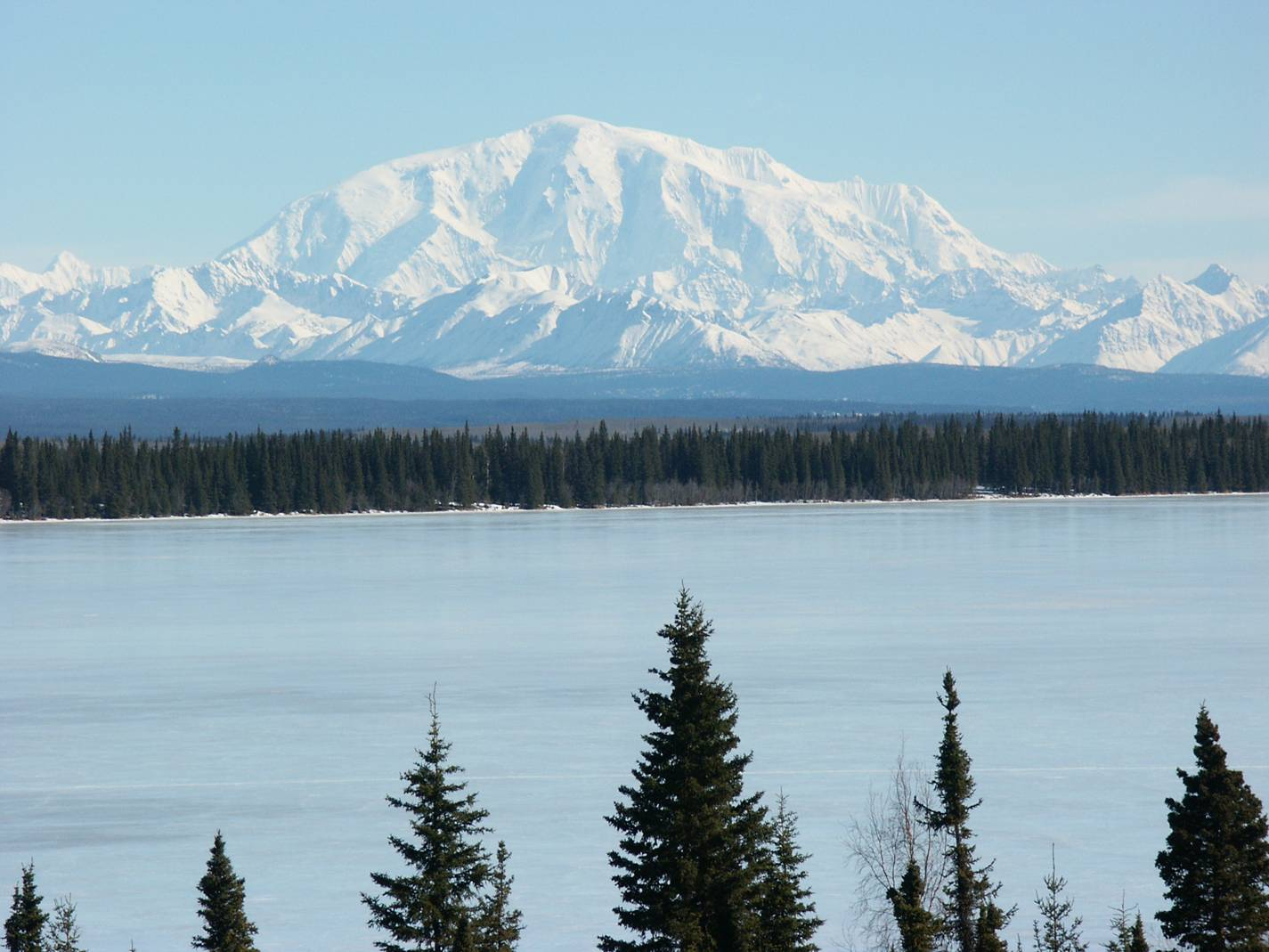
Вулкан Блекберн із заходу, вигляд через озеро Віллов

Вік вулкану становить приблизно 6-7 млн років. Є дві вершини — Іст-Блекберн і сам Блекберн. В 2005 р. зафіксовано слабкий землетрус.
Абсолютна висота вершини 4996 метрів над рівнем моря. Відносна висота — 3535 м. За цим показником вона входить до списку перших 50-ти за топографічним перевищенням піків світу. Найвище сідло вершини, по якому вимірюється її відносна висота, називається Сколай і має висоту 1461 м над рівнем моря. Топографічна ізоляція вершини відносно найближчої вищої гори, Бона (5029 м), яка розташована в горах Святого Іллі, становить 97,56 км.
Перша спроба сходження було здійснена в 1912 році. Постійний маршрут прокладений в 1958 році; тоді ж 30 травня 1958 року було здійснене перше вдале сходження на Західну вершину, а відтак була підкорена Головна вершина гори Блекберн. Це було здійснено альпіністами Брюсом Гілбертом, Діком Волстромом, Гансом Ґмозером, Адольфом Біттерліхом та Леоном Блюмером через Північний (також званий Північно-Західний) хребет. Ці альпіністи, здійснивши перше сходження на Головну вершину гори Блекберн, але навіть тоді не знали цього, через неправильну ідентифікацію найвищої точки. Стаття Блюмера в американському альпійському журналі 1959 року так і мала назву: «Гора Блекберн — друге сходження».

## Пік Кеннеді
Пік Кеннеді, або Східний Блекберн (4964 м) — це східна вершина масиву Блекберн, спочатку вважалася найвищою точкою масиву. Перше сходження на цю вершину було здійснено в 1912 році американськими альпіністами Дорою Кін та Джорджем Генді через льодовик Кеннікотт (на південній стороні гори) та східний схил. Альпіністи підкоривши Східну вершину, не змогли підкорити Західну, яка згодом (в 60-х роках XX століття) виявилася на 32 м вищою, а значить Головною. Але тоді, у 1912 році Кін та Генді вважали, що підкорили найвищу вершину масиву Блекберн.

## Сходження
Сьогоднішнім стандартним маршрутом на вершину є маршрут сходження 1958 року, Північний (або Північно-Західний) хребет, до якого підходить льодовик Набесна, на північній стороні гори, навпроти маршруту 1912 року альпіністів Дори Кін та Джорджа Генді. Маршрут починається з аеродрому на льодовику на висоті 2200 метрів. Це помірне сходження за мірками Аляски (Аляска, клас 2).

## Виноски
1. 1 2 3 4 5  Peaklist.org: 50 Most Prominent Peaks on Earth. Архів оригіналу за 13 березня 2013. Процитовано 9 березня 2007.
2. 1 2 3  Mount Blackburn, Alaska (англ.). Peakbagger.com[d]. Процитовано 25-07-2020.
3. ↑  USGS GNIS: Mount Blackburn. Архів оригіналу за 13 березня 2013. Процитовано 8 березня 2007.